# Clepsis subcostana
Clepsis subcostana is een vlinder uit de familie bladrollers (Tortricidae). De wetenschappelijke naam is voor het eerst geldig gepubliceerd in 1859 door Stainton.
De soort komt voor in Europa.